# 瑞庭
瑞庭（？年—？年），李氏，内務府正白旗漢軍， 道光十七年丁酉科繙譯鄉試中式舉人，庚戌科繙譯會試中式進士，工部主事屯田司行走。